# Microlontha aphodioides
Microlontha aphodioides är en skalbaggsart som beskrevs av Rudolph Petrovitz 1968. Microlontha aphodioides ingår i släktet Microlontha och familjen Rutelidae. Inga underarter finns listade i Catalogue of Life.